# Rosja w Konkursie Piosenki Eurowizji
Rosja uczestniczyła w Konkursie Piosenki Eurowizji od 1994 do 2021. Reprezentant wybierany był wewnętrznie przez nadawcę publicznego lub poprzez krajowe eliminacje. Konkurs był nadawany przez dwóch rosyjskich nadawców publicznych: Pierwyj kanał oraz Wszechrosyjską Państwową Kompanię Telewizyjną i Radiową (RTR).
Rosja dziewięciokrotnie znalazła się na podium Konkursu Piosenki Eurowizji: duet t.A.T.u. z utworem „Nie wier´, nie bojsia” (2003), grupa Serebro z „Song #1” (2007) piosenkarz Siergiej Łazariew z „You Are the Only One” (2016) oraz w (2019) z „Scream” zajęli trzecie miejsca; Alsou z piosenką „Solo” (2000), Dima Biłan z „Never Let You Go” (2006), Buranowskije Babuszki z „Party for Everybody” (2012) i Polina Gagarina z „A Million Voices” (2015) zajęły drugie miejsca; Dima Biłan z utworem „Believe” wygrał 53. Konkurs Piosenki Eurowizji w 2008. Dzięki temu Rosja była organizatorem konkursu w 2009 w Sportowym Kompleksie „Olimpijskij” w Moskwie.
Ze względu na słaby rezultat Rosja nie została dopuszczona do udziału w konkursie trzykrotnie: w 1996, 1998 i 1999. Najgorszy wynik Rosji odnotowano w 2018, kiedy Julija Samojłowa z piosenką „I Won’t Break” nie zakwalifikowała się do finału konkursu jako jedyna reprezentantka w historii udziału kraju w konkursie. 25 lutego 2022 kraj został zdyskwalifikowany z udziału w konkursie w związku z wkroczeniem wojsk rosyjskich na Ukrainę. Następnego dnia Rosja wystąpiła z EBU, co uniemożliwia dalsze uczestnictwo i transmisję konkursów.

## Historia Rosji w Konkursie Piosenki Eurowizji

### Lata 90.
Rosja zadebiutowała na Konkursie Piosenki Eurowizji w 1994 z utworem „Wiecznyj strannik” w wykonaniu Judif. Został on zaprezentowany jako 23. w kolejności i zajął dziewiąte miejsce z wynikiem 70 punktów, najwięcej z nich (10) otrzymując od Polski. Rosyjscy jurorzy przyznali maksymalną liczbę 12 punktów zwycięskiej piosence Irlandii – „Rock 'n' Rolls Kids” w wykonaniu Paula Harringtona i Charlie McGettigana.
W 1995, podczas konkursu w Dublinie, Rosję reprezentował Filipp Kirkorow z piosenką „Kołybielnaja dla wułkana”. Występował z szóstym numerem startowym i uzyskał 17 punktów (10 z Norwegii, 6 z Chorwacji i 1 z Cypru), które przełożyły się na 17. miejsce. Jurorzy z Rosji przyznali maksymalną liczbę 12 punktów norweskiej propozycji „Nocturne” w wykonaniu Secret Garden.
W 1996 wprowadzono nowe zasady do Konkursu Piosenki Eurowizji – wszystkie państwa, oprócz gospodarza (Norwegii), przeszły wewnętrzną rundę kwalifikacyjną, podczas której komisja sędziowska wysłuchała studyjnych wersji kompozycji wszystkich uczestników i wybrała spośród nich finałowe 22 utwory. Rosyjska propozycja „Ja, eto ja” Andrieja Kosinskijego zdobyła w tym etapie 14 punktów i zajęła 26. miejsce, tym samym nie zakwalifikowała się do finału konkursu.
Podczas 42. Konkursu Piosenki Eurowizji zrezygnowano z przeprowadzania rundy kwalifikacyjnej do finału. Rosję reprezentowała Ałła Pugaczowa z utworem „Primadonna”, który zajął 15. miejsce z wynikiem 33 punktów, w tym najwyższą notą (12) od jurorów ze Słowenii. Głosy Rosji przyznali także: Holandia (8 punktów), Estonia (7), Austria (5) i Norwegia (1).
W 1998 Rosja chciała wysłać reprezentanta na 43. Konkurs Piosenki Eurowizji, lecz kraj nie miał prawa uczestnictwa w konkursie ze względu na słaby wynik z poprzedniego roku. Nieoficjalnie mówi się, że wtedy miała pojechać Tatiana Owsienko z utworem „Sołnce mojo”. Rosja nie uczestniczyła także w 44. Konkursie Piosenki Eurowizji.

### Lata 2000–2009
Rosja powróciła do konkursowej stawki Konkursu Piosenki Eurowizji po dwuletniej przerwie. Reprezentantką kraju w 45. Konkursie Piosenki Eurowizji w Sztokholmie została Alsou z utworem „Solo”, z którym w maju zajęła drugie miejsce w finale po zdobyciu 155 punktów, w tym maksymalnej noty 12 punktów z Rumunii, Malty, Cypru i Chorwacji. W Rosji, jako w jednym z ostatnich pięciu krajów, nadal pozostano przy głosowaniu jurorów, a w niemal wszystkich pozostałych państwach zastąpiono go głosowaniem telefonicznym.
Reprezentantem kraju w 46. Konkursie Piosenki Eurowizji w Kopenhadze został wybrany wewnętrznie utwór „Lady Alpine Blue” zespołu Mumij Troll. 12 maja reprezentanci zajęli 12. miejsce w finale, zdobywając łącznie 37 punktów, w tym najwięcej od Litwy (10 pkt). Chociaż EBU wprowadzała kolejne modyfikacje systemu głosowania oraz zaproponowała wszystkim krajom użycie systemu 50:50 (50% głosów należało do telewidzów, a 50% – do jurorów), Rosja wciąż pozostawała przy tradycyjnej wersji wybierania faworytów wyłącznie przez powoływanie komisji jurorskiej, które tym razem najwyższą notę przekazało francuskiej propozycji „Je n'ai que mon âme” Natashy Saint-Pier.
Reprezentant Rosji na 47. Konkurs Piosenki Eurowizji został wybrany wewnętrznie przez telewizję publiczną. Zgłoszenia do wewnętrznego konkursu trwały do 15 lutego, nadesłano 11 742 kandydatur, spośród których w marcu wybrała została piosenka „Northern Girl” zespołu Priemjer-ministr (na czas konkursu nazwę zmieniono na Prime Minister, aby nadać jej międzynarodowe brzmienie). Utwór trafił na pierwsze miejsce krajowych list przebojów. Szefową rosyjskiej delegacji została Jelena Archipowa. W maju grupa wystąpiła podczas koncertu finałowego, zdobyła 55 punktów i zajęła 10. miejsce. Po finale konkursu wokaliści wydali oświadczenie, w którym swój wynik tłumaczyli wysokim napięciem, zmęczeniem oraz wypalaniem części zespołu, a występ uznali za szczyt góry lodowej z powodu dużej ilości wywiadów z mediami i męczących prób do finału.
Rosyjski nadawca w 2003 wybrał reprezentanta wewnętrznie. 8 marca ogłosił, że na 48. Konkursie Piosenki Eurowizji będzie go reprezentował zespół t.A.T.u z utworem „Nie wier´, nie bojsia” autorstwa Marsa Łazara, Iwana Szapowałowa i Walerija Polijenki. Chociaż początkowo krajowy nadawca zapewnił, że wokalistki zaśpiewają piosenkę w języku angielskim, ostatecznie zmieniono decyzję i potwierdzono, że na konkurs zostanie wysłana rosyjskojęzyczna wersja singla. EBU wymogła na zespole zmianę kontrowersyjnych fragmentów piosenki. Po przyjeździe do Rygi, gdzie odbywał się konkurs, reprezentantki wywoływały poruszenie swoim skandalicznym zachowaniem podczas tygodnia poprzedzającego koncert finałowy. Wokalistki nie przestrzegały harmonogramu prób, przerywały występy, niechętnie uczestniczyły na konferencjach prasowych. Zdaniem obserwatorów, zachowanie wokalistek było jedynie zaplanowaną, odgrywaną częścią ich wizerunku. Na początku wtorkowych prób dziennikarze wygwizdali artystki tuż po tym, jak te skrytykowały wygląd sceny oraz prace świateł w Skonto Olympic Hall, w piątek zaś zostały wybuczane za przerwanie próby, słaby wokalnie występ oraz brak zainteresowania przygotowaniami. Organizatorzy zapowiedzieli, że jeżeli podczas występu na żywo wokalistki dopuszczą się kontrowersyjnych zachowań (np. homoseksualnego pocałunku), ich prezentacja zostanie zastąpiona zapisem z próby generalnej. Podczas nagrywania próby na scenie wystąpiła jednak tylko Jelena Katina, ponieważ Julija Wołkowa została przewieziona do szpitala z powodu problemów z gardłema. Podczas prób Wołkową zastępowała estońska wokalistka Katja Netajeva. Piosenka była jednym z faworytów imprezy. 24 maja grupa t.A.T.u. uzyskała jednak wysoki, trzeci wynik z 164 punktami na koncie. Maksymalną sumę 12 punktów otrzymała od: Chorwacji, Ukrainy, Łotwy, Estonii oraz Słowenii. Wielka Brytania oraz Irlandia nie przyznały propozycji żadnego punktu. Rosyjskie jury ponownie najwyższą notę przekazało rumuńskiej propozycji, tym razem piosence „Don’t Break My Heart” Nicoli. Po finale koncertu Pierwyj kanał zgłosił protest przeciwko wynikom konkursu. Rosyjski nadawca publiczny podejrzewał manipulację głosami w Irlandii, gdzie punkty przyznali krajowi jurorzy, a nie telewidzowie. Według Pierwszego Kanału pojawiły się różnice między głosami widzów a [irlandzkiego] nadawcy Raidió Teilifís Éireann (RTÉ). Stanowisko rosyjskie uważało, że zamiana punktacji publiczności na głosy sędziów (spowodowana zbyt późnym dostarczeniem wyników televotingu) wpłynęła na mniejszą liczbę punktów od Irlandii dla propozycji t.A.T.u., a co za tym idzie, przegraną duetu. Do zwycięstwa zabrakło reprezentantkom Rosji trzech punktów.

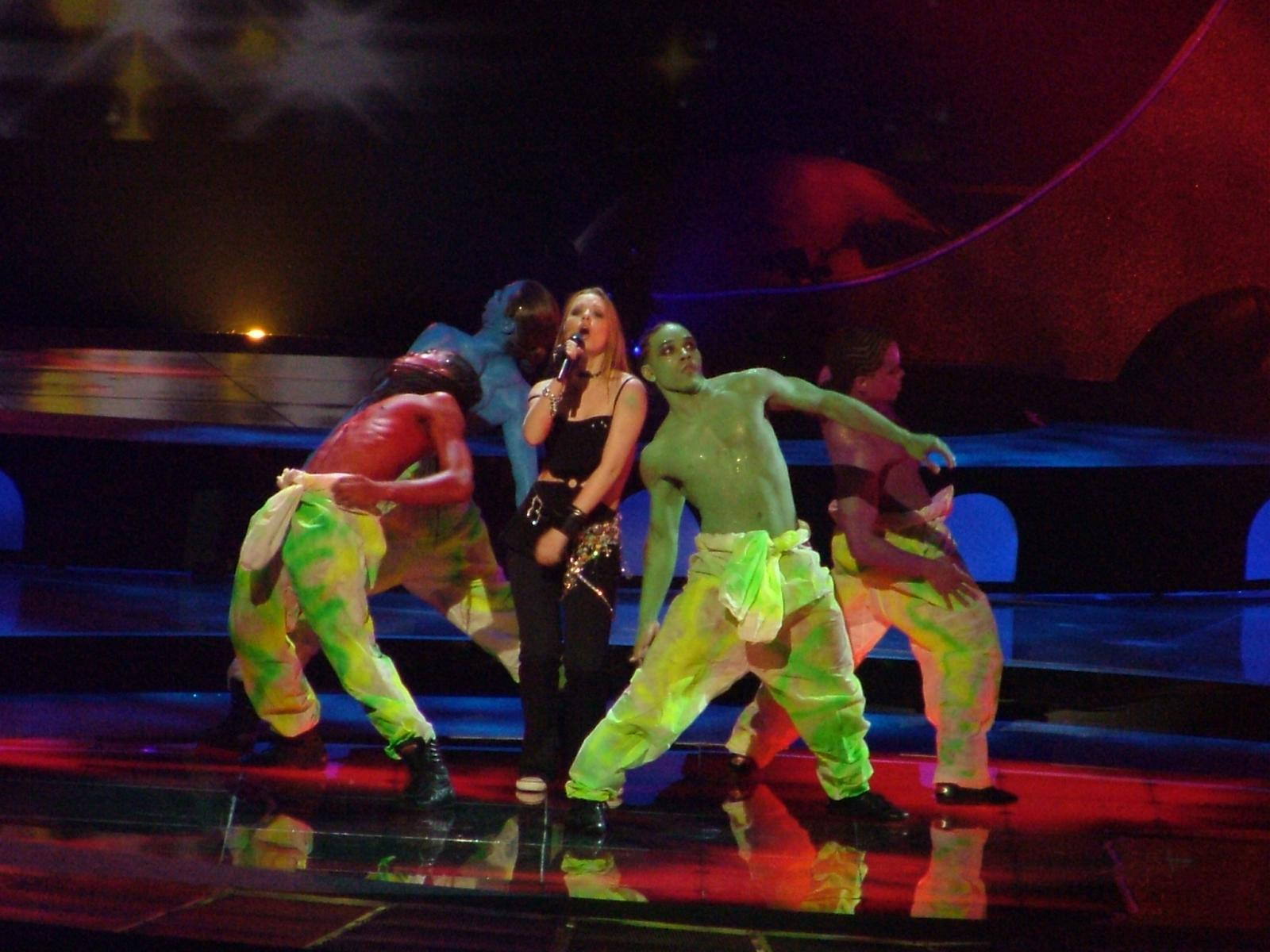
Julija Sawiczewa w finale 49. Konkursu Piosenki Eurowizji, maj 2004

Pod koniec lutego 2004 pojawiły się pogłoski, że reprezentantem kraju podczas 49. Konkursu Piosenki Eurowizji będzie zespół Smash!!. Nadawca rozważał także wysłanie na konkurs wykonawcy lub zespołu z Ukrainy, jednak w marcu potwierdził, że w konkursie wystąpi Julija Sawiczewa z utworem „Believe Me” autorstwa Brendy Loring i Maxima Fadeeva. Z powodu dużej liczby krajów zainteresowanych udziałem w imprezie, podczas 49. Konkursu Piosenki Eurowizji po raz pierwszy wprowadzono półfinał.Dzięki zajęciu miejsca w pierwszej jedenastce przez zespół Tatu podczas konkursu w 2003 roku, reprezentantka nie musiała brać udziału w półfinale i miała gwarantowane miejsce w finale. Piosenka zdobyła 11. miejsce, zdobywając łącznie 67 punktów, w tym maksymalną notę 12 punktów od Białorusi. Podczas występu towarzyszyło jej czterech tancerzy, a choreografię sceniczną przygotował Kamel Ouali
Pierwyj kanał pod koniec 2004 potwierdził udział w 50. Konkursie Piosenki Eurowizji organizowanym w Kijowie. Niedługo później pojawiły się doniesienia, jakoby reprezentantką kraju miała być łotewska piosenkarka Marija Naumova, która wygrała konkurs w 2002. W 2005 telewizja ogłosiła, że reprezentant kraju po raz pierwszy zostanie wyłoniony poprzez krajowe eliminacje, co miało być podyktowane niezadowoleniem publiczności z wyboru przez telewizję Juliji Sawiczewej na reprezentantkę kraju w 2004. Eliminacje zostały na trzy półfinały i finał, wszystkie koncerty poprowadzili Andriej Małachow i Jana Czurikowa. Półfinalistów konkursu wyłoniła komisja jurorska, powołana przez Pierwyj kanał, w składzie: Konstantin Ernst, Jurij Aksiuta, Igor Matwienko, Maksim Fadiejew, Wiktor Drobysz, Aleksiej Czarykow, Ilia Baczurin, Artur Gasparjan, Władimir Połupanow, Maksim Kononenko, Larisa Hawkina, Władimir Matecki, Maksim Dunajewskij, Larisa Dolina, Aleksander Malinin i Larisa Sinelszikowa. Decyzję podjęli 1 lutego. Do udziału w półfinałach dopuścili 30 wykonawców, którymi zostali: KGB, Roman Poloński, Batyrchan Szukienow, Playgirls, Dima Biłan, Katia Baczurina, Reflex, Jam & Elena Tierlejewa, Roman Smirnow, Anastasija Stocka, Zwieri, Oksana Mażulis, City, A-Sortie, Lana Light, Warwara, Czaj Wdwojom, Anżelika Rudnicka, Be Good, Natalla Padolska, Polina Griffiths, Aleksandr Panajotow i Aleksiej Czumakow, Wiktoria Markowa, Anita Coj, Mikołaj Demidow, Lada Dance, Sankt-Peterburg, Sława, Irina Schott i Siergiej Mazajew. Pierwotnie w stawce miała pojawić się także Wierka Serdiuczka, która wcześniej wycofała się z udziału w ukraińskich eliminacjach z powodu krytyki jej twórczości przez tamtejszą komisję jurorską. Ostatecznie wycofała się z udziału na kilka dni przed występem w drugim półfinale, natomiast Siergiej Mazajew został zdyskwalifikowany z udziału z powodu niestawienia się na scenie podczas trzeciego koncertu półfinałowego. Do finału, rozgrywanego 25 lutego, zakwalifikowało się po trzech wykonawców z każdego półfinału. W koncercie finałowym wystąpili: Jam & Tierlejewa, Stocka i Biłan, Padolska, Warwara i Czaj Wdwojom oraz Shott, duet Panajotow-Czumakow i Sława. Eliminacje wygrała Natalla Padolska z piosenką „Nobody Hurt No One”, za który zdobyła 20,2% głosów telewidzów. W trakcie interwałów wszystkich koncertów wystąpiło kilku gości muzycznych: Alsou, Julija Sawiczewa i Aleksander Malinin (pierwszy półfinał), Larisa Dolina, Leonid Agutin i Anżelika Warum (drugi półfinał), zespoły Priemjer-ministr i Mumij Troll (trzeci półfinał) oraz Bonnie Tyler, Filipp Kirkorow, Walerija i Afric Simone (finał). Po finale pojawiły się doniesienia, jakoby głosowanie finałowe zostało zmanipulowane na korzyść Padolskiej, co sama zainteresowana zignorowała, wyznając w jednym z wywiadów, że „to typowe komentarze dla Rosji”. Przed konkursem reprezentantka Rosji nagrała nową aranżację swojego konkursowego utworu. Na przełomie kwietnia i maja odbyła promocyjną trasę koncertową, obejmującą występy na Ukrainie i w Mołdawii, Chorwacji, Belgii i Grecji. 15 maja rozpoczęła próby kamerowe w Pałacu Sportu.Dzięki zajęciu miejsca w pierwszej dwunastce klasyfikacji finałowej w 2004, Natala miała zapewniony udział w finale. 21 maja wystąpiła w finale konkursu i zdobyła łącznie 57 punktów, w tym m.in. maksymalną notą 12 punktów z Białorusi, plasjąc się na 15. miejscu klasyfikacji. Podczas występu na scenie towarzyszył jej basista Toni Hintikka, gitarzysta Waleryj Drobisz, perkusista Teijo Jamsa oraz dwie chórzystki: Jana Kozłowa i Olga Belaja. Podczas 51. Konkursu Piosenki Eurowizji Rosję reprezentował utwór „Never Let You Go” Dimy Biłana. Z powodu słabego wyniku rok wcześniej, wokalista musiał wziąć udział w półfinale, który odbył się 18 maja. Wystąpił wówczas z 13. numerem startowym i uzyskał trzeci wynik z 217 punktami na koncie. Najwięcej punktów (12) otrzymał od widzów z Armenii, Bułgarii, Białorusi, Ukrainy, Holandii, Łotwy, Mołdawii oraz Izraela. Dwa dni później odbył się finał konkursu, w którym Biłan zaprezentował swoją propozycję jako dziesiąty. Zdobył 248 punktów, które zapewniły mu drugie miejsce. Rosyjscy telewidzowie najwyższą notę przyznali armeńskiej propozycji „Without Your Love” André.

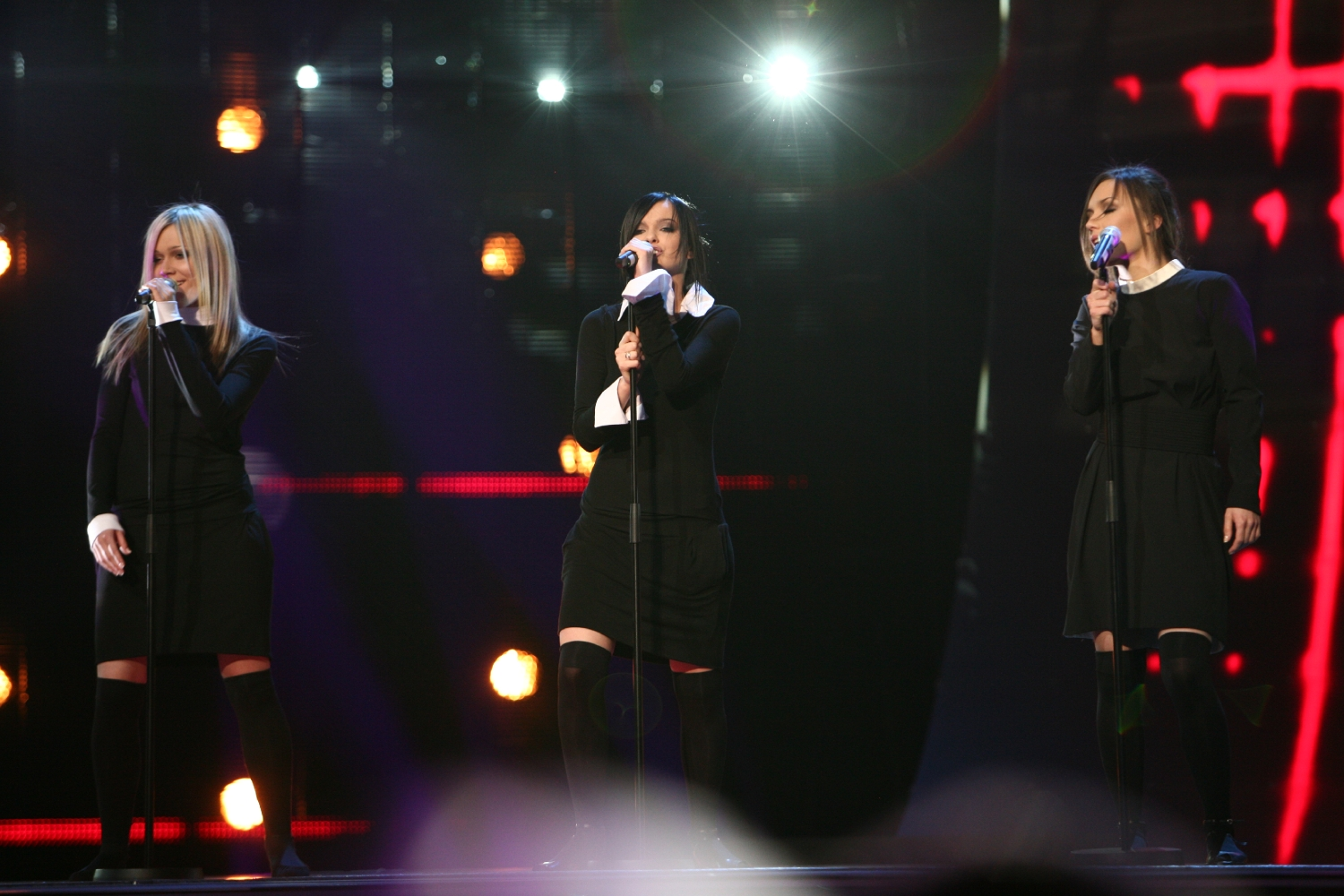
Serebro w finale konkursu w 2007 organizowanego w Helsinkach

1 marca 2007 odbyło się zebranie zarządu rosyjskiego nadawcy Pierwyj Kanał, które wybrało wewnętrznie pięciu kandydatów do reprezentowania Rosji podczas 52. Konkursu Piosenki Eurowizji: grupę Serebro, Gorod 312, Zwieri, Band’Eros oraz duet Aleksandr Panajotow i Aleksiej Czumakow. Ostatecznie wybrano pierwszą grupę – żeńskie trio Serebro – oraz ich utwór „Song #1”. Rosja ponownie nie musiała brać udziału w półfinale, jednak na tym etapie przeprowadzono głosowanie wśród rosyjskich telewidzów. Rosyjska propozycja zajęła w finale trzecie miejsce z 207 punktami. Najwyższe noty otrzymała od Estonii, Armenii oraz Białorusi. Zarówno w półfinale, jak i w finale, rosyjscy telewidzowie najwyższe noty przyznali białoruskiemu utworowi „Work Your Magic” Dzmitryja Kałduna.

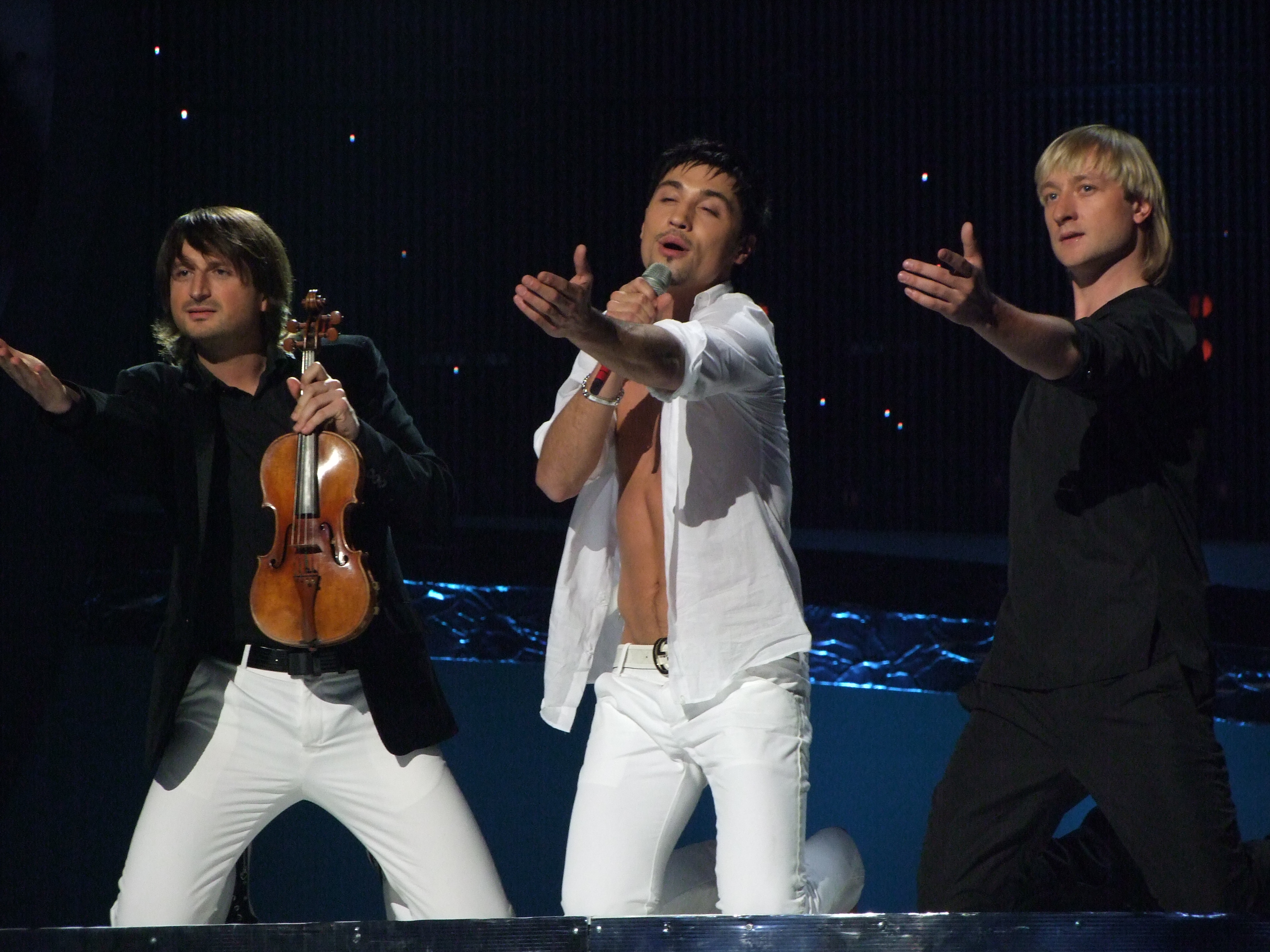
Dima Biłan w finale konkursu w 2008 organizowanego w Belgradzie

We względu na jeszcze większą liczbę krajów zainteresowanych konkursem oraz długi czas trwania jednego półfinału, Europejska Unia Nadawców (EBU) postanowiła wprowadzić podczas 53. Konkursu Piosenki Eurowizji podział na dwie rundy półfinałowe. Od tamtej pory wszystkie kraje, poza organizatorem oraz tzw. Wielką Czwórką (Wielka Brytania, Niemcy, Francja, Hiszpania) musiały wziąć udział w jednym z półfinałów. Tym razem rosyjski nadawca postanowił zorganizować krajowe preselekcje do konkursu o nazwie Jewrowidienie. Eliminacje składały się z dwóch etapów: w pierwszy etap specjalnie powołana komisja konkursowa wybrała 25 utworów, które zostały zakwalifikowane do drugiego etapu – koncertu finałowego. Wśród nich znalazł się Dima Biłan, który uczestniczył już w konkursie w 2006 roku. 9 marca widzowie zdecydowali, że to on został kolejnym reprezentantem kraju. 20 maja z utworem „Believe” uzyskał trzeci wynik w pierwszym półfinale. Największą liczbę punktów otrzymał od Armenii i Izraela. Dwa dni później, w sobotni wieczór wokalista wystąpił jako 24., przedostatni uczestnik finału konkursu. Zdobył 272 punkty, dzięki którym zajął pierwsze miejsce i wygrał konkurs. 12 punktów przyznali rosyjskiej propozycji widzowie z Ukrainy, Estonii, Łotwy, Izraela, Armenii, Białorusi i Litwy. Rosja najwyżej oceniła ormiańską piosenkarkę Sirusho i jej utwór „Qélé, Qélé”. Występom towarzyszył Biłanowi łyżwiarz figurowy, olimpijczyk, wielokrotny mistrz świata oraz Europy Jewgienij Pluszczenko oraz skrzypek i kompozytor Edwin Marton.

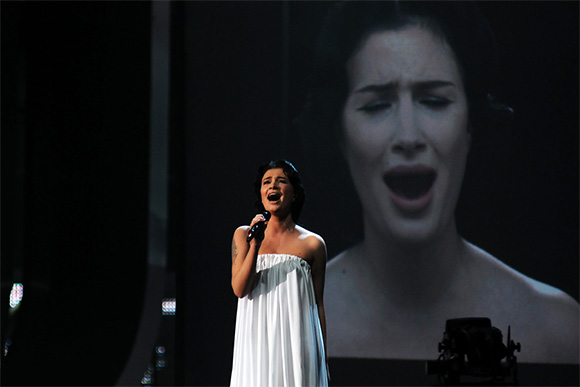
Anastasija Prychod´ko podczas występu w konkursie w 2009 w Moskwie

Dzięki wygranej Dimy Biłana w 2008 54. Konkurs Piosenki Eurowizji został zorganizowany w Sportowym Kompleksie „Olimpijskij” w Moskwie w Moskwie. Na organizację imprezy w rosyjskiej stolicy poświęcono ok. miliarda rubli. Podczas konkursu powrócono do metody głosowanie 50:50 (50% głosów przyznała pięcioosobowa komisja sędziowska, 50% należało do widzów). Pobito również rekord liczby krajów zgłoszonych do udziału w konkursie – 43. Ze względu na wojnę w Osetii Południowej z konkursu zrezygnować miała Gruzja. Ostatecznie jednak zgłosiła swojego reprezentanta – grupę Stephane & 3G z utworem „We Don’t Wanna Put In”. Pojawiły się komentarze, że kompozycja odnosi się bezpośrednio (za sprawą tytułu) do premiera Rosji Władimira Putina. 20 lutego Europejska Unia Nadawców ogłosiła dyskwalifikację utworu z powodu naruszenia regulaminu (odwołanie do treści politycznych). Rosyjskie preselekcje Jewrowidienie 2009 odbyły się w trzech etapach: w pierwszym etapie specjalnie powołane jury wybrało trzy najlepsze kompozycje, w drugim – telewidzowie wybrali trójkę kandydatów do uczestnictwa na konkursie. Trzecią rundą eliminacyjna był finał, podczas którego trójka wybranych przez widzów uczestników wykonała utwory wyselekcjonowane przez komisję sędziowską. I to właśnie ona 7 marca zdecydowała, że reprezentantem kraju została Anastasija Prychodko z kompozycją „Mamo”. Jako reprezentantka gospodarzy miała zapewnione miejsce w finale, który odbył się 16 maja, Prychodko wystąpiła z dziesiątym numerem startowym. Podczas występu za plecami piosenkarki zawieszony został wielki, 6-metrowy ekran LEDowy, który pokazywał animację przedstawiającą komputerowo starzejącą się, z sekundy na sekundę, twarz artystki. Zdobyła w sumie 91 punktów, które zapewniły jej 11. miejsce. Najwięcej punktów otrzymała od Armenii, najwięcej punktów od Rosji przyznanych zostało norweskiemu reprezentantowi Alexandrowi Rybakowi, który wygrał cały konkurs z utworem „Fairytale”. Rywalizację finałową obejrzało 122 milionów widzów na całym świecie. Gdyby pod uwagę wzięto jedynie opinię telewidzów, Prychodko zajęłaby 8. miejsce, a gdyby liczyła się tylko punktacja jurorów – 17.

### Lata 2010–2019
Pod koniec lutego 2010 ogłoszono 35. półfinalistów rosyjskich selelcji Jewrowidienie 2010, spośród których specjalnie powołana komisja sędziowska wybrała 25. finalistów. Wytypowani przez jurorów artyści mieli możliwość reprezentowania kraju na 55. Konkurs Piosenki Eurowizji w Oslo. Jednym z kandydatów był Piotr Nalicz. I to właśnie on wygrał eliminacje i z utworem „Lost and Forgotten” wystąpił 25 maja w pierwszym półfinale Konkursu Piosenki Eurowizji. Zdobył w nim 74 punkty, które zapewniły mu awans do finału na siódmym miejscu. W sobotnim finale rosyjska propozycja zdobyła 90 punktów, w tym 107 od telewidzów i 63 od jurorów. Tym samym zajęła 11. miejsce. Najwięcej z nich przyznała jej Białoruś. Rosyjscy telewidzowie najczęściej głosowali natomiast na ormiański utwór „Apricot Stone” Evy Rivas.

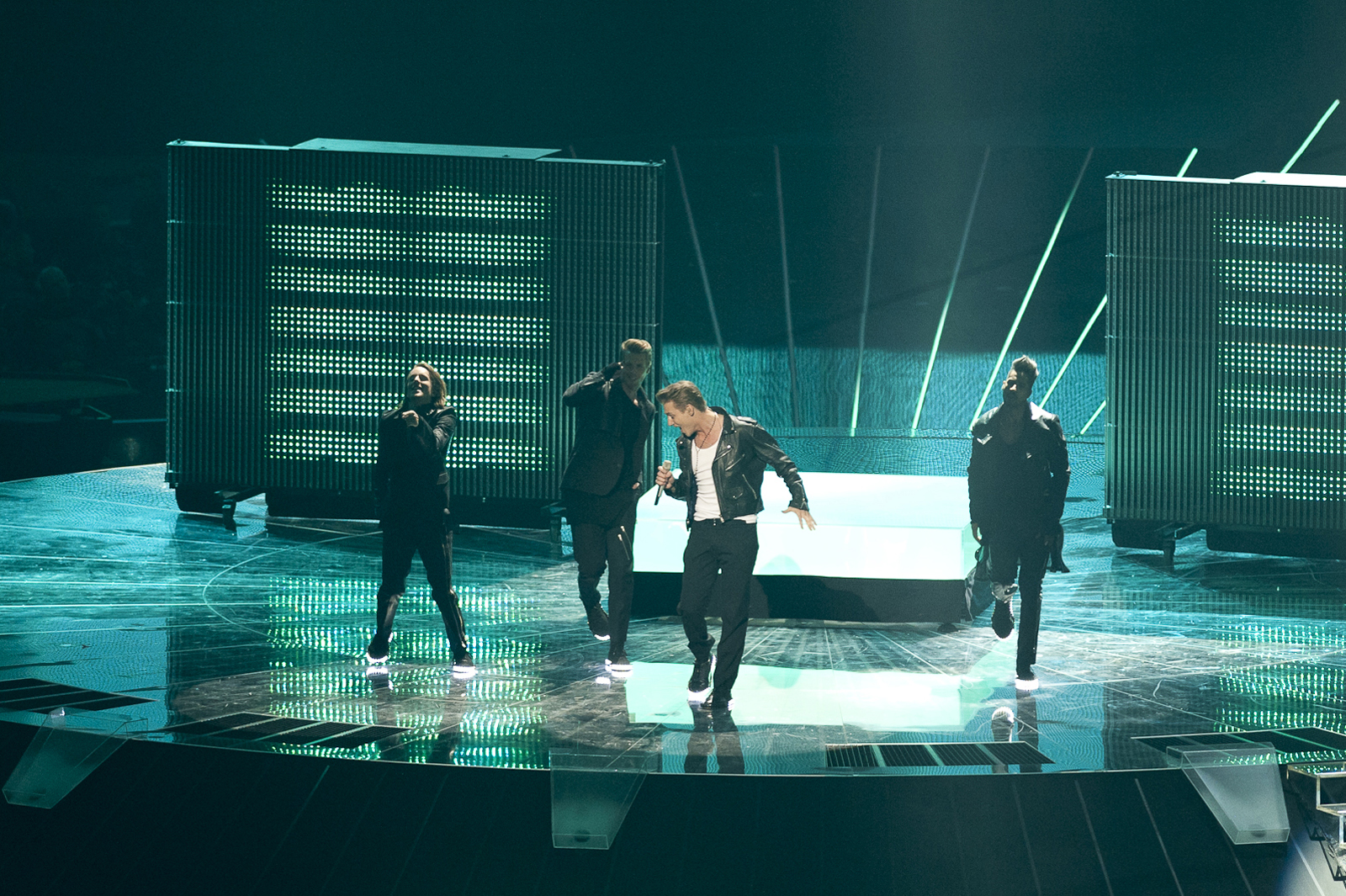
Aleksiej Worobjow na scenie konkursu w 2011 roku w Düsseldorfie

Reprezentantem Rosji na 56. Konkurs Piosenki Eurowizji zorganizowany w Düsseldorfie został wybrany wewnętrznie Aleksiej Worobjow z utworem „Get You” autorstwa RedOne. Propozycja miała swoją premierę 12 marca podczas jednego z odcinków rosyjskiej wersji programu „Fabryka Gwiazd”. W pierwszym półfinale, który odbył się 10 maja, wystąpił z 7. numerem startowym. Podczas swojej prezentacji miał na sobie skórzaną kurtkę i czarne dżinsy. Wraz z czterema tancerzami wykonywał choreografię w świecących na biało LEDowych butach. Zdobył 64 punkty (93 od telewidzów i 31 od jurorów), dzięki czemu awansował do finału na 9. miejscu. Rosyjski utwór otrzymał 12 punktów od Armenii, natomiast rosyjscy telewidzowie najwyższą notę przyznali Paradise Oskarowi z Finlandii. W sobotnim finale Worobjow wykonał „Get You” jako dziesiąty. Tym razem zdobył w sumie 77. punktów, co przełożyło się na 16. miejsce. 26 maja Europejska Unia Nadawców opublikowała punktację przyznaną przez sędziów oraz widzów, w których uderza znaczna różnica w ocenie rosyjskiego występu. Widzowie przyznali Worobjowowi 138 punktów (7. miejsce), natomiast jurorzy dali jego prezentacji jedynie 25 punktów. Gdyby wziąć pod uwagę jedynie punktację komisji sędziowskiej, reprezentant Rosji zakończyłby rywalizację na ostatnim, 25. miejscu.

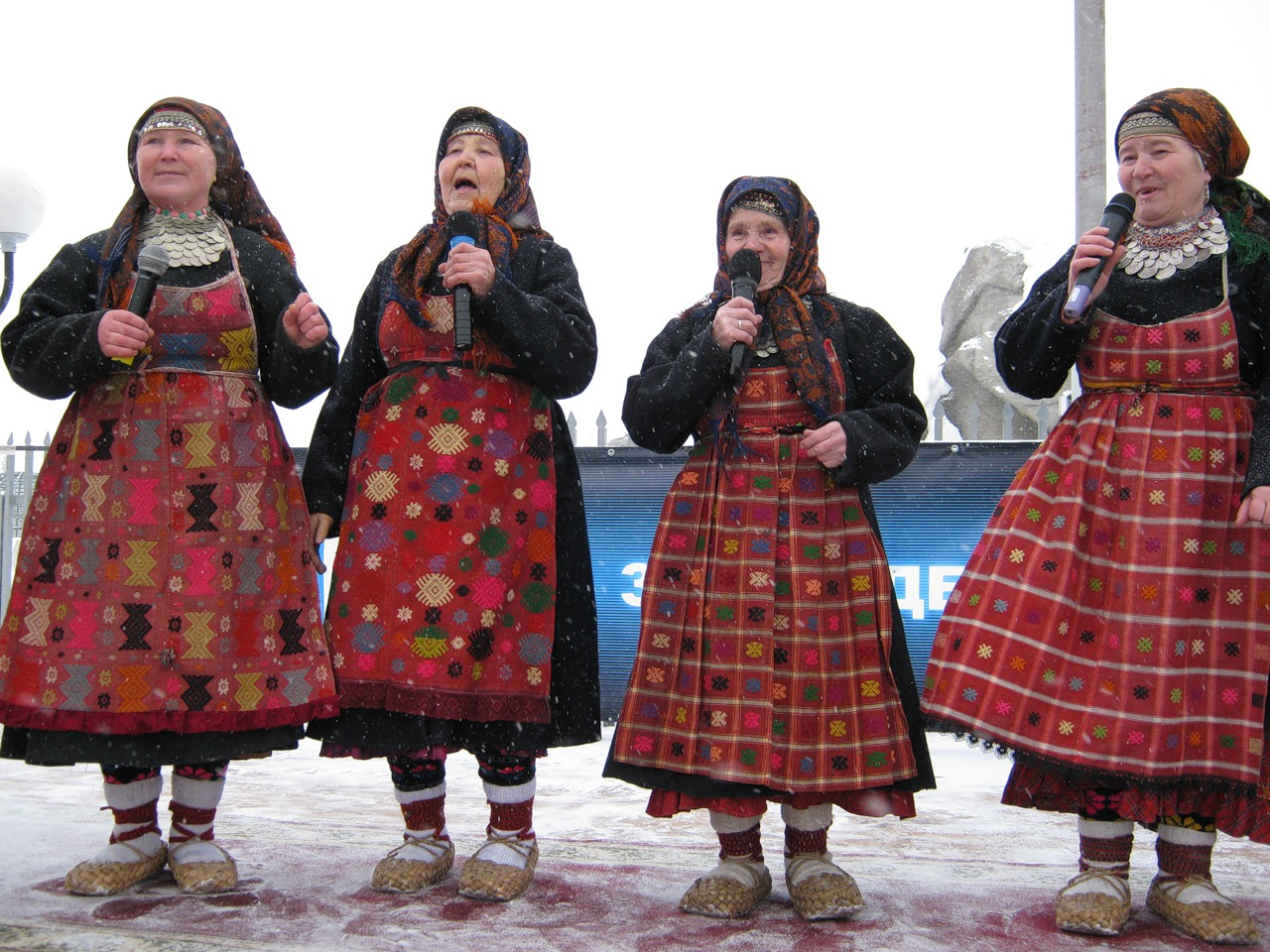
Buranowskije Babuszki – „Party for Everybody” – Azerbejdżan (Baku) 2012

Po rocznej przerwie od formuły krajowych eliminacji Jewrowidienie, w selekcjach do 57. Konkursu Piosenki Eurowizji udział wzięło 25. kandydatów wybranych przez rosyjskiego nadawcę Pierwyj kanał na drodze przesłuchań. Pierwotnie finał miał się odbyć 26 marca, jednak zmieniono jego datę na 7 marca. Wśród finalistów znalazła się grupa Buranowskije Babuszki złożona z sześciu kobiet o średniej wieku ok. 70 lat. Babuszki próbowały swoich sił w selekcjach już w 2010 roku, jednak wówczas zajęły 3. miejsce. W marcu ich udmurcko-angielska propozycja „Party for Everybody” wygrała eliminacje. Zespół pokonał w selekcjach m.in. duet Dimy Biłana (startującego w Konkursie Piosenki Eurowizji w latach 2006 i 2008) z Juliją Wołkową, byłą członkinię duetu t.A.T.u (startującego w Konkursie Piosenki Eurowizji w 2003). 22 maja grupa wystąpiła w pierwszym półfinale z czternastym numerem startowym. Utwór „Party for Everybody” spodobał się najbardziej, bowiem zdobył 152 punkty i 1. miejsce. W finale, który odbył się 26 maja, Buranowskije Babuszki zaprezentowały się jako szóste. Zdobyły w sumie 259 punktów, które zapewniło im wysokie, drugie miejsce. Lepsza okazała się jedynie szwedzka reprezentantka Loreen i jej utwór „Euphoria”.

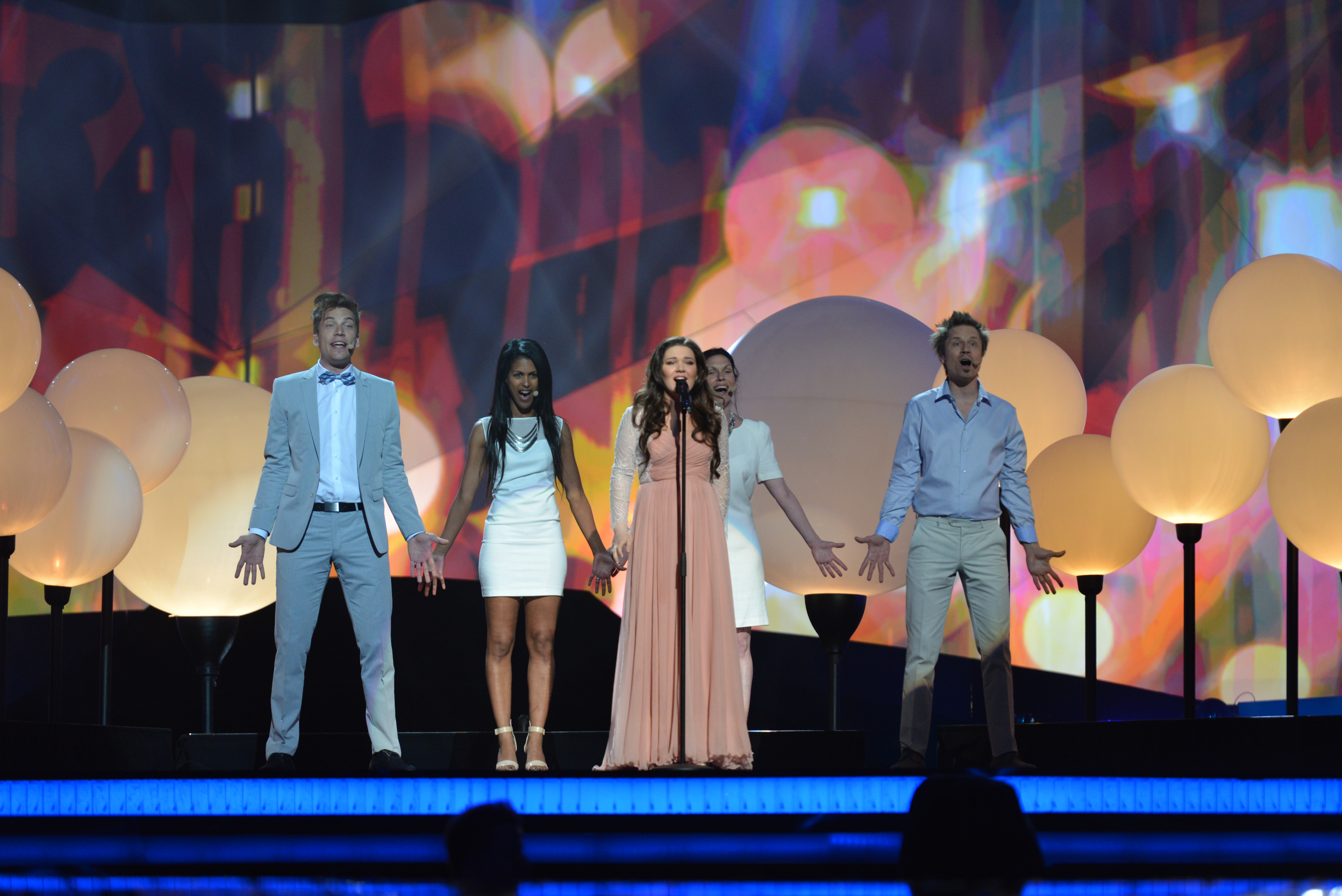
Dina Garipowa – „What If” – Szwecja (Malmö) 2013

Pod koniec października 2012 roku Pierwyj kanał ogłosił, że reprezentantem Rosji podczas 58. Konkursu Piosenki Eurowizji zostanie zwycięzca pierwszej edycji programu Gołos, rosyjskiego odpowiednika The Voice of Poland. 19 lutego odbył się finał programu, który wygrała Dina Garipowa. 24 lutego w programie Woskriesnoje Wriemja premierę miała jej konkursowa propozycja „What If”, która została napisana przez szwedzkich kompozytorów: Gabriela Alaresa i Joakima Bjornberga we współpracy z rosyjskim muzykiem rock-popowym Leonidem Gutkinem. Po premierze utworu pojawiły się podejrzenia o plagiat. Rosyjska propozycja „What If” porównywana została m.in. do kompozycji „Carried Away” zespołu Hear´Say, „Pozwól żyć” Gosi Andrzejewicz oraz przeboju Sarah Connor „Skin on Skin”. Twórcy utworu zaprzeczyli jednak naruszeniom praw autorskich, a 14 maja Garipowa awansowała do wielkiego finału, który odbył się w sobotę 18 maja. Wystąpiła jako dziesiąta uczestniczka i zajęła ostatecznie 5. miejsce z 174 punktami na koncie.

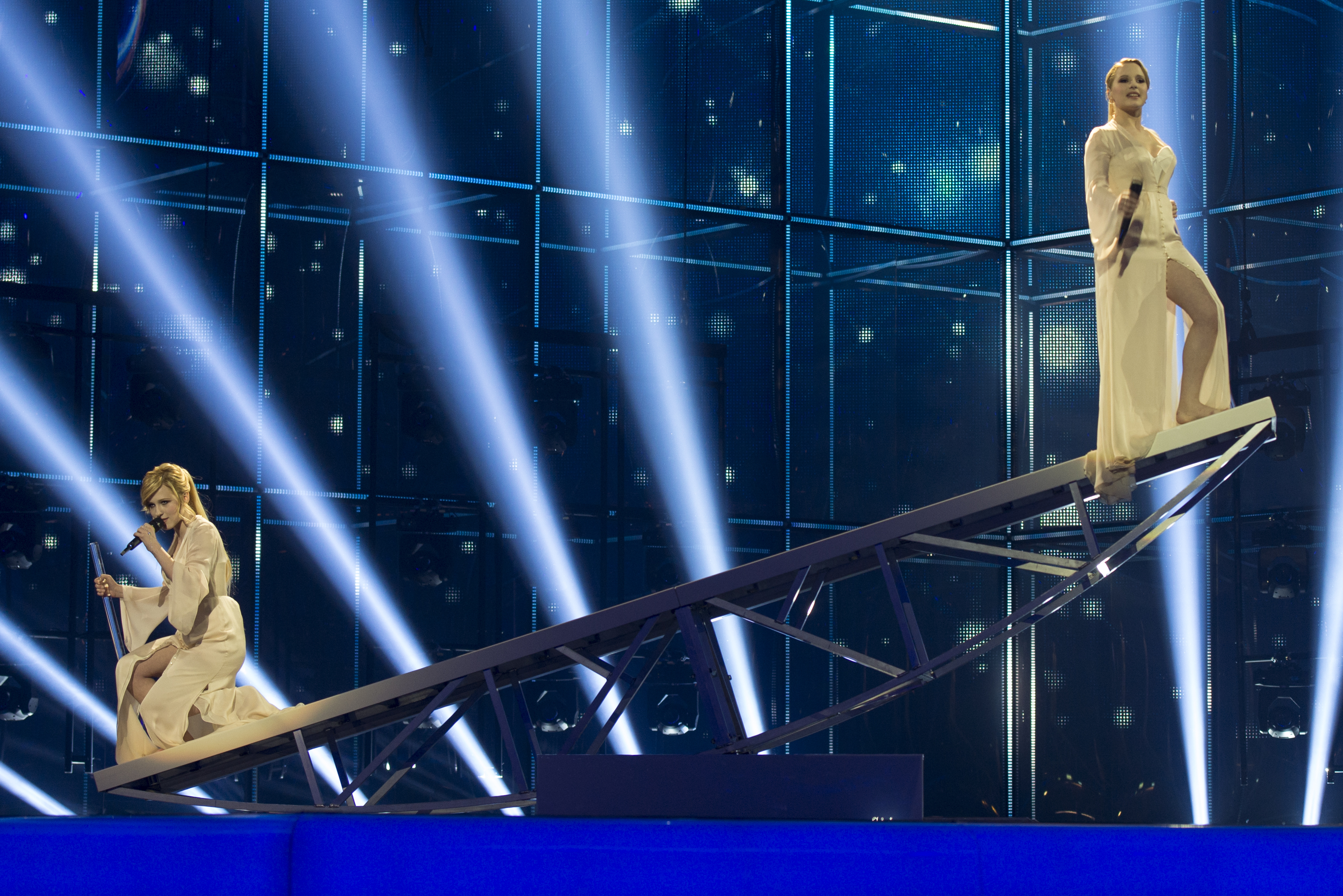
Siostry Tołmaczowe podczas półfinału 59. Konkursu Piosenki Eurowizji w 2014

Na początku września 2013 roku Rossija 1 rozpoczęła proces zgłaszania konkursowych propozycji do krajowych selekcji do 59. Konkursu Piosenki Eurowizji organizowanego w Kopenhadze. O wynikach finału zdecydować mieli widzowie poprzez głosowanie internetowe oraz telefoniczne, a finałowy koncert eliminacji Kto? planowany był na 31 grudnia. Ostatecznie jednak, po zmianie daty finału na 8 marca 2014, rosyjski nadawca zdecydował się wybrać reprezentantów wewnętrznie. 8 marca ogłoszono, że w barwach kraju w konkursie zaśpiewają siostry Anastasija i Marija Tołmaczowe, zwyciężczynie 4. Konkursu Piosenki Eurowizji dla Dzieci w 2006 roku. Wystąpiły w pierwszym półfinale konkursu, zdobywając awans do sobotniego finału, w którym zajęły ostatecznie 7. miejsce z dorobkiem 89 punktów, w tym z maksymalnymi notami (12 punktów) od Białorusi i Azerbejdżanu. Podczas występu bliźniaczkom towarzyszył chórek w składzie: Anna Nilsson, Jenny Tärneberg, Anna Strandberg i Rui Andrade. W związku z kryzysem krymskim wywołanym przez rosyjskie władze oraz stanowiskiem w sprawie praw środowisk LGBT w kraju, reprezentacja Rosji została wielokrotnie wygwizdywana przez zgromadzoną publiczność w trakcie koncertów półfinałowych i finałowych oraz w trakcie przyznawania krajowych punktów przez Alsou.

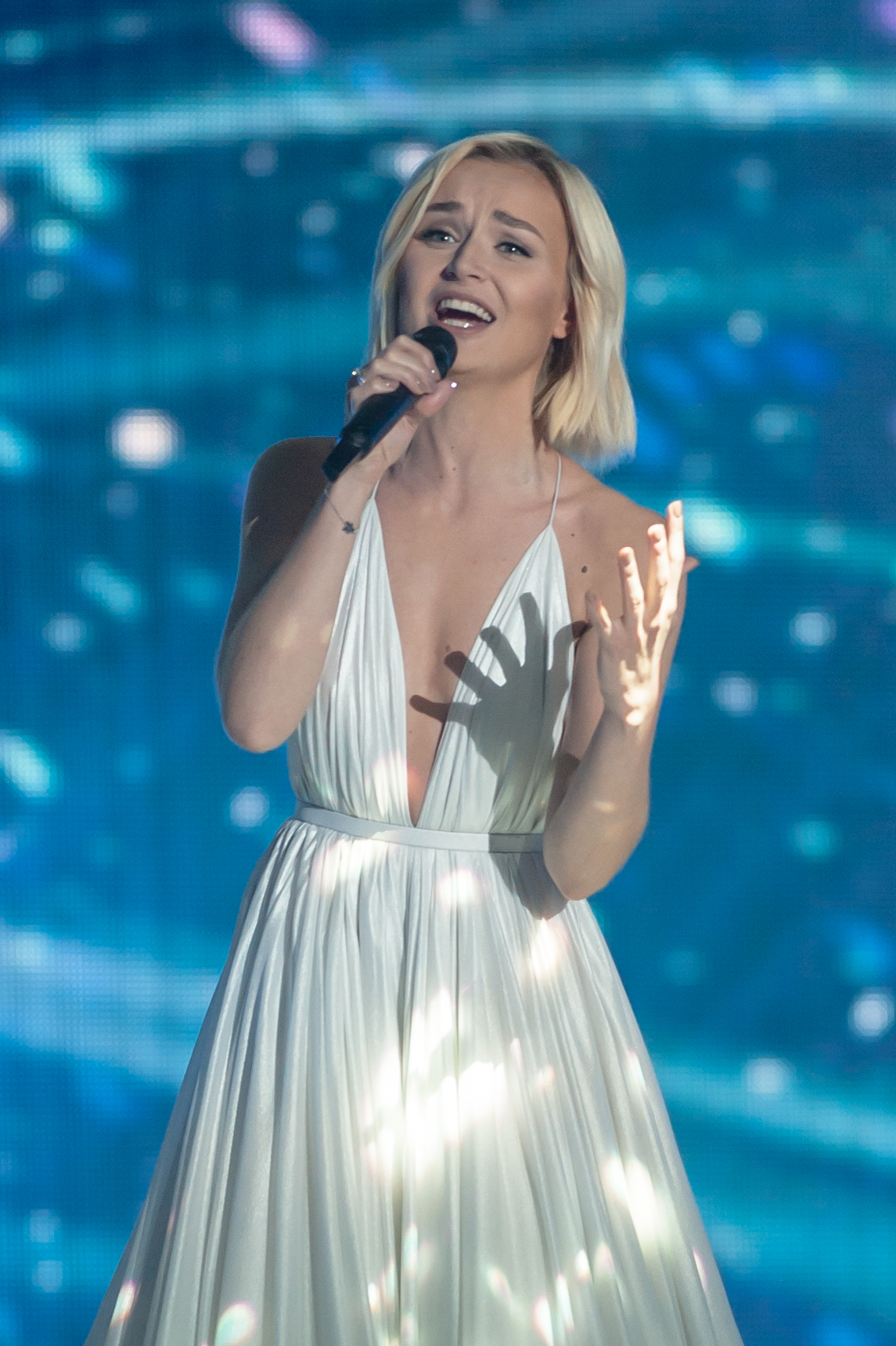
Polina Gagarina podczas prób do finałowego występu w 60. Konkursie Piosenki Eurowizji w 2015

Wygrana austriackiej reprezentantki, drag queen Conchity Wurst, w finale 59. Konkursu Piosenki Eurowizji wywołała negatywne komentarze w Rosji, dlatego udział kraju w wydarzeniu przygotowywanym w Austrii był niepewny, a konserwatywni politycy kraju zapowiedzieli wycofanie się z imprezy oraz organizację własnego festiwalu dla byłych państw Związku Radzieckiego. W czerwcu 2014 roku rosyjski nadawca potwierdził jednak udział w 60. Konkursie Piosenki Eurowizji. Pierwotnie reprezentantem kraju miał zostać zwycięzca trzeciej edycji programu Gołos, lokalnej wersji formatu The Voice, ostatecznie jednak nadawca zdecydował o wewnętrznym wyborze swojego przedstawiciela na konkurs. Na początku grudnia pojawiły się pogłoski, jakoby na widowisku w barwach Rosji miał wystąpić popularny w kraju Siergiej Łazariew z piosenką „Breaking Away”. Doniesień nie skomentował ani sam zainteresowany ani rosyjska stacja. W marcu telewizja ogłosiła, że jej reprezentantem podczas konkursu będzie Polina Gagarina z utworem „A Million Voices”. 19 maja artystka zaprezentowała swój utwór jako dwunasta w kolejności w pierwszym półfinale i z pierwszego miejsca awansowała do finału, w którym zajęła ostatecznie drugie miejsce z 303 punktami na koncie, w tym m.in. z maksymalnymi notami 12 punktów od Armenii, Azerbejdżanu, Białorusi, Estonii i Niemiec.

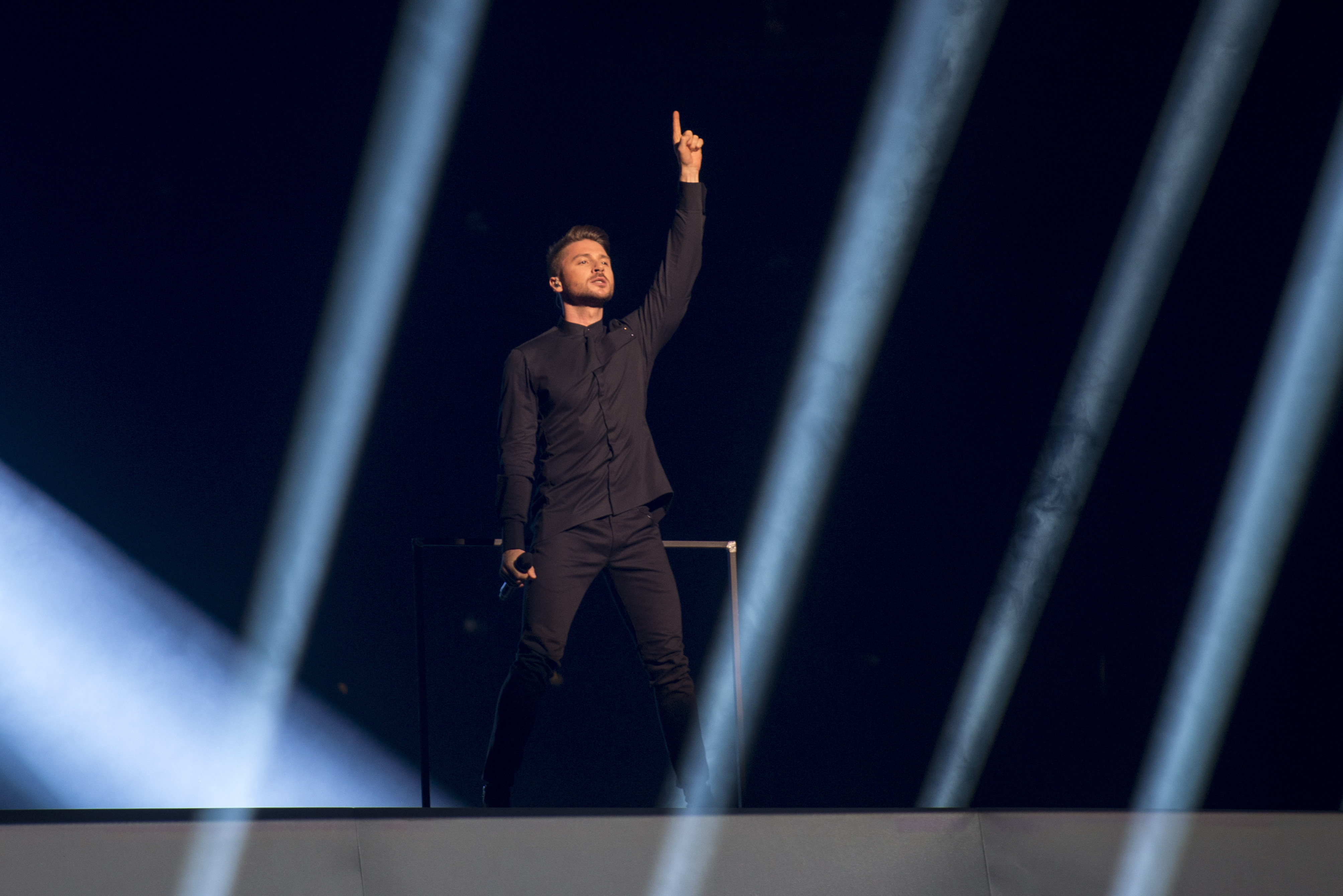
Siergiej Łazariew podczas próby przed pierwszym półfinałem 61. Konkursu Piosenki Eurowizji w 2016

Pod koniec września 2015 krajowy nadawca potwierdził chęć udziału w 61. Konkursie Piosenki Eurowizji organizowanym w Sztokholmie. Podczas odbywającej się w grudniu gali wręczenia Rosyjskich Nagród Muzycznych „Owacyj” ogłoszono, że kraj w konkursie będzie reprezentował Siergiej Łazariew. Jego konkursową piosenkę „You Are the Only One” napisali rosyjski artysta Filipp Kirkorow i grecki kompozytor Dimitris Kontopulos, zaś za choreografię sceniczną odpowiedzialny będzie grecki reżyser i choreograf Fokas Evengelinos. 10 maja wystąpił w pierwszym półfinale konkursu i z pierwszego miejsca zakwalifikował się do finału. Następnie podczas finału, 14 maja, artysta zaprezentował swój utwór jako osiemnasty, ostatecznie zajmując trzecie miejsce z 491 punktami na koncie. W głosowaniu jurorskim piosenka zajęła piąte miejsce, ale wygrała głosowanie telewidzów.
Po wygraniu 61. Konkursu Piosenki Eurowizji przez reprezentującą Ukrainę Jamalę pojawiły się głosy, jakoby Rosja miała wycofać się z konkursu organizowanego na terenie kraju. Latem 2016 roku krajowy nadawca potwierdził udział w 62. Konkursie Piosenki Eurowizji organizowanym w Kijowie. W kolejnych tygodniach ponownie pojawiały się doniesienia, jakoby stacja miała wycofać się z rywalizacji w konkursie, co tłumaczono obawami przed niezapewnieniem bezpieczeństwa rosyjskiej delegacji przez organizatora. 12 marca nadawca ogłosił, że kraj będzie reprezentowała Julija Samojłowa z utworem „Flame Is Burning”. Wybór niepełnosprawnej fizycznie piosenkarki spotkał się z mieszanymi reakcjami w mediach. Dzień po wyborze reprezentantki pojawiły się podejrzenia, że artystka może zostać niewpuszczona na teren Ukrainy, a nawet być aresztowana w momencie, kiedy „będzie składać oświadczenia polityczne”. Powodem zatrzymania miałoby być też nielegalne (zdaniem ukraińskiego prawa) wkroczenie piosenkarki w 2015 roku na teren Krymu, anektowany przez Rosję w 2014 roku. Sama zainteresowana tłumaczyła wizytę na Krymie graniem tam koncertu. 22 marca ogłoszono, że piosenkarka otrzymała zakaz wjazdu na teren Ukrainy przez okres trzech lat, tym samym nie wystąpi w Konkursie Piosenki Eurowizji. Przy okazji potwierdzono, że będzie reprezentowała Rosję w 63. Konkursie Piosenki Eurowizji w 2018 roku. 13 kwietnia EBU wystosowała oświadczenie, w którym potwierdziła wycofanie się Rosji z udziału w konkursie. Jak poinformowano, Pierwyj kanał odrzucił dwie alternatywne propozycje rozwiązania problemu: zarówno transmisję występu przez satelitę, jak i zmianę reprezentanta na wykonawcę, który mógłby legalnie wjechać na teren Ukrainy na czas konkursu.

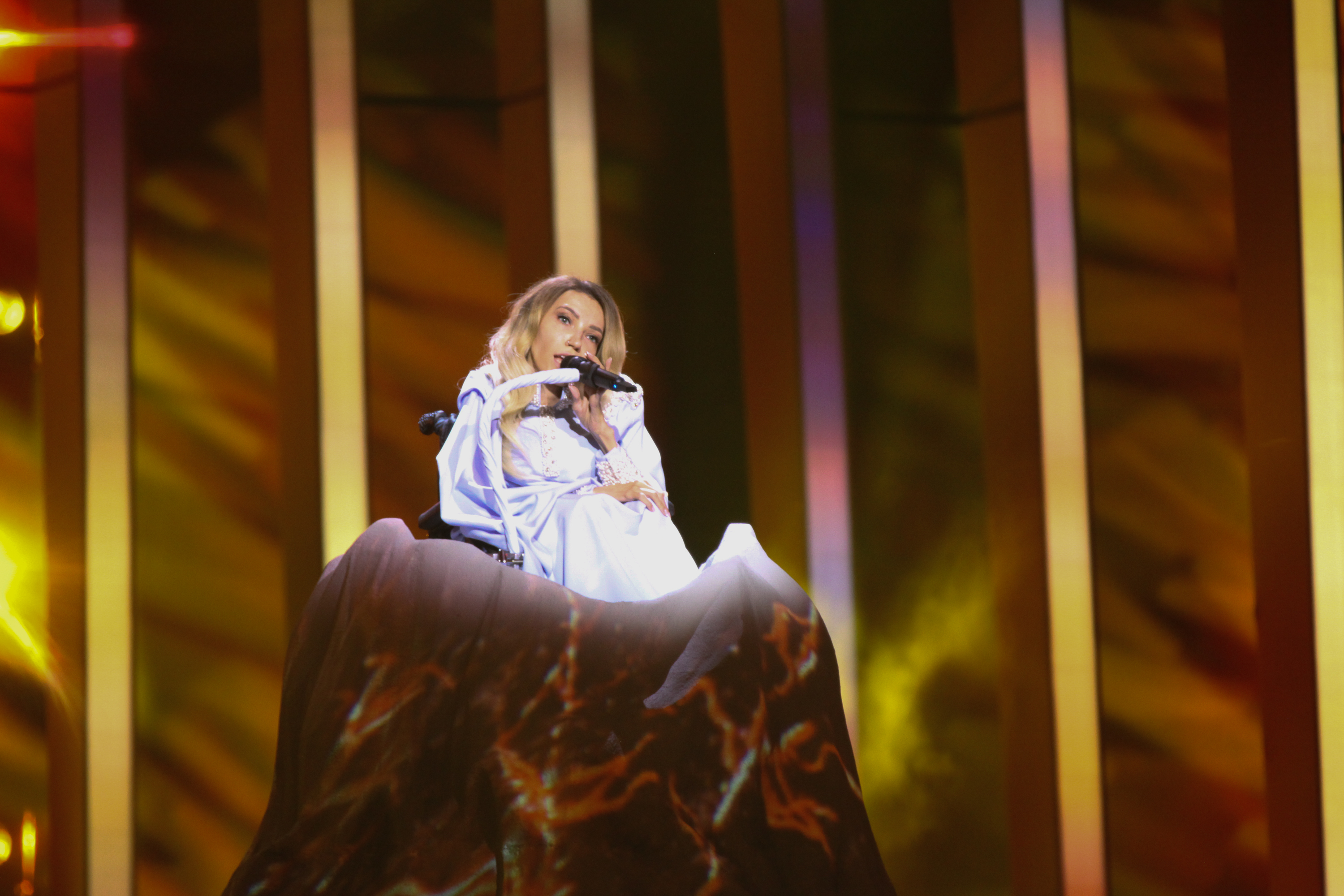
Julija Samojłowa podczas 63. Konkursu Piosenki Eurowizji (2018)

Jeszcze przed rozegraniem finału Eurowizji 2017 potwierdzono, że telewizja rosyjska będzie uczestniczyć w 63. konkursie organizowanym w Lizbonie. W styczniu 2018 roku Pierwyj kanał potwierdził, że reprezentantką kraju będzie Julija Samojłowa, której udział w konkursie obiecano po jej odsunięciu z występu w 2017 roku. 10 maja wystąpiła jako szósta w kolejności w drugim półfinale konkursu i nie zakwalifikowała się do finału. Została tym samym pierwszą w historii reprezentantką Rosji, która nie wzięła udziału w finałowej rywalizacji, zajmując tym samym najgorsze miejsce w historii udziału Rosji w konkursie.

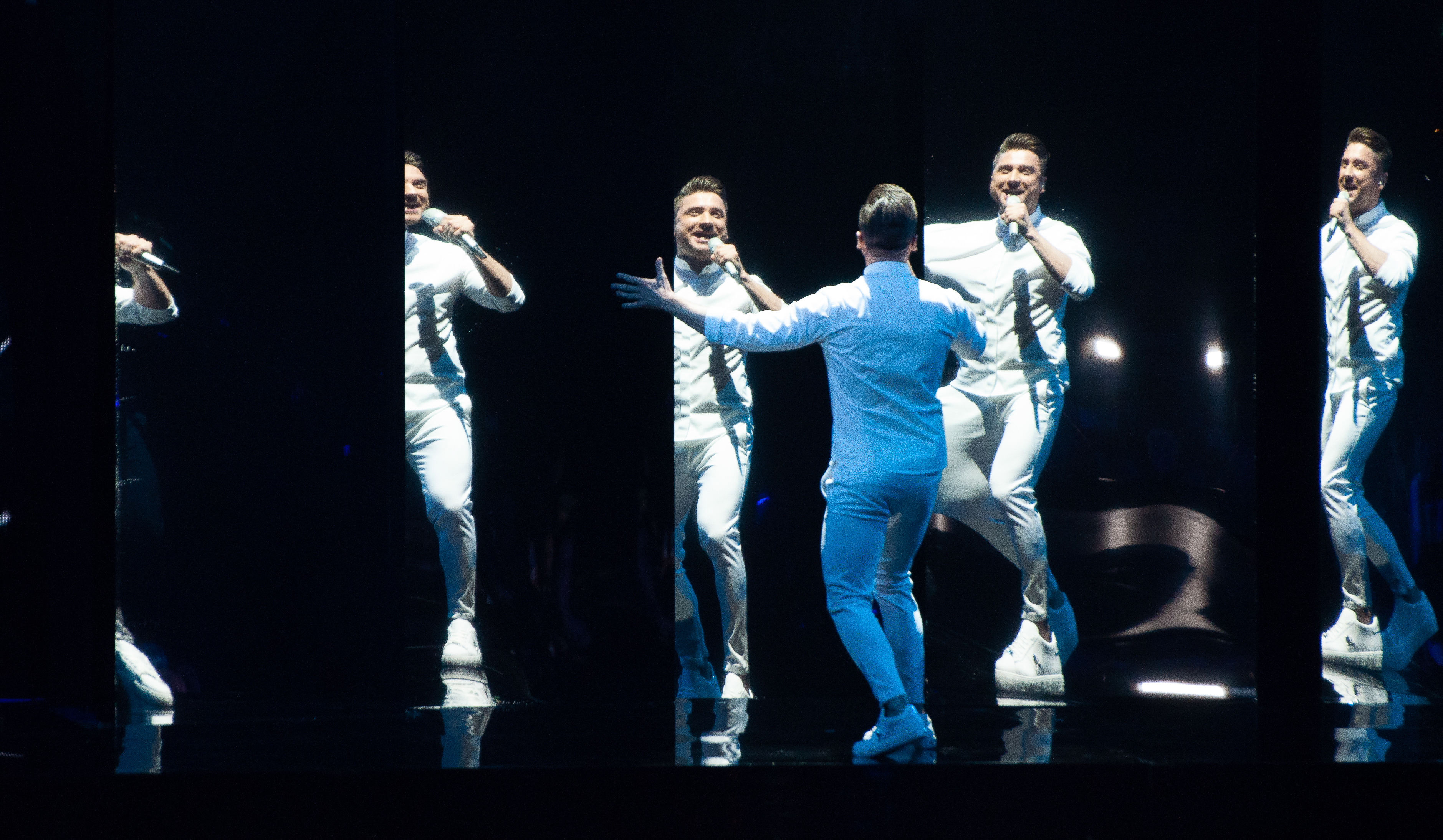
Siergiej Łazariew podczas 64. Konkursu Piosenki Eurowizji (2019)

W 2019 potwierdzono, że kraj podczas 64. Konkursu Piosenki Eurowizji będzie reprezentować Siergiej Łazariew z utworem „Scream”. 16 maja wystąpił w drugim półfinale konkursu i z szóstego miejsca awansował do rozgrywanego dwa dni później finału. Zajął w nim trzecie miejsce po zdobyciu 370 punktów, w tym 244 pkt od telewidzów (4. miejsce) i 126 pkt od jurorów (9. miejsce).

### Lata 2020–2029
Na początku marca 2020 telewizja rosyjska potwierdziła, że kraj w 65. Konkursie Piosenki Eurowizji będzie reprezentować zespół Little Big z utworem „Uno”. 18 marca organizator konkursu poinformował o odwołaniu wydarzenia z powodu pandemii COVID-19.

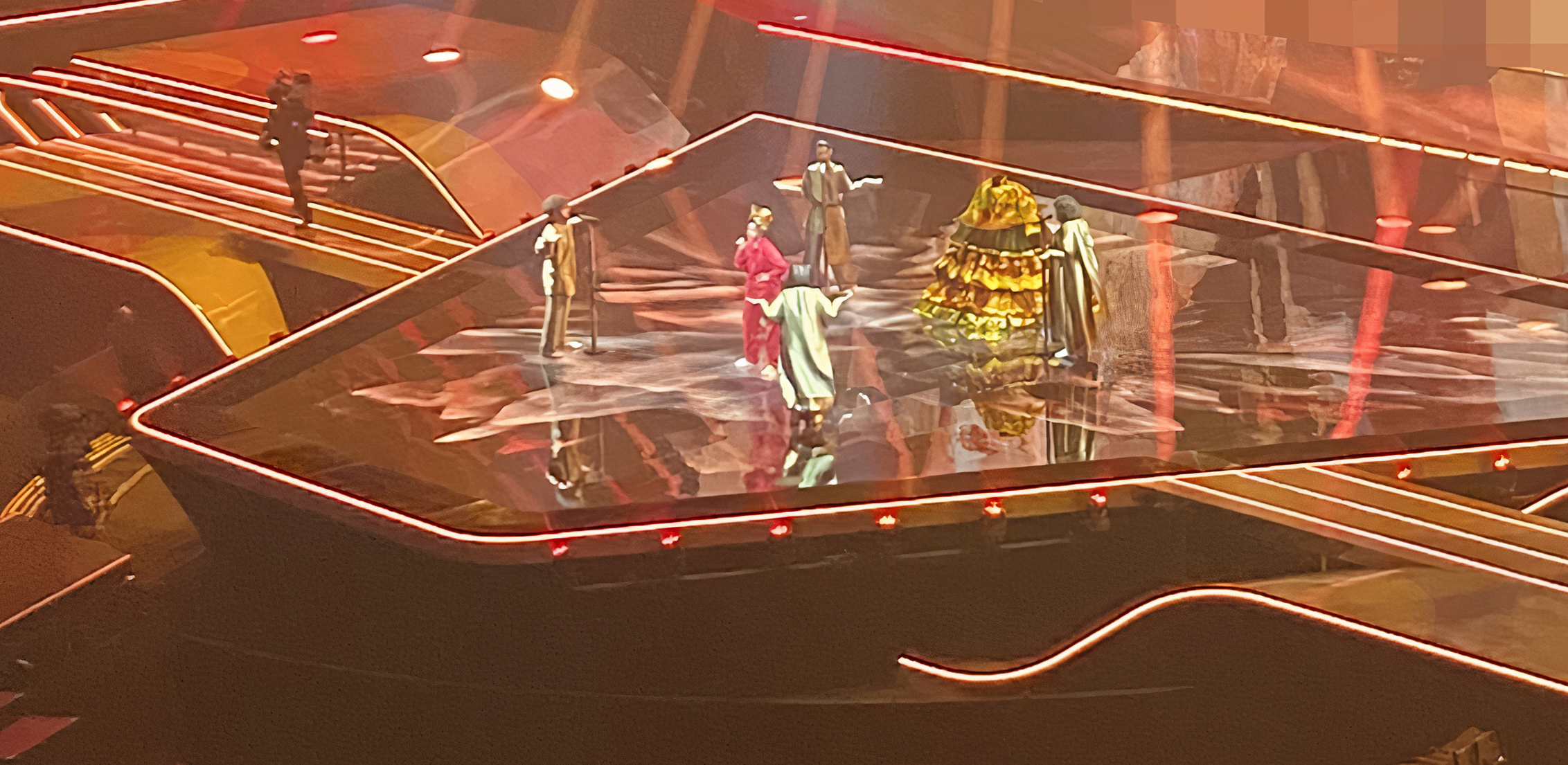
Maniża podczas 65. Konkursu Piosenki Eurowizji (2021)

8 maja 2020 Ilja Prusikin i Sonja Tajurskaja z zespołu Little Big ujawnili w programie Eurovisioncalls, że wyślą telewizji publicznej kilka piosenek i z przyjemnością przyjmą zaproszenie do udziału w konkursie w 2021. 3 marca 2021 tabloid super.ru ujawnił listę kandydatów do występu na Eurowizji i podał, że „zeszłoroczny uczestnik, zespół Little Big, raczej nie pojedzie w tym roku na konkurs”, poza tym „według informacji ze środowiska grupy zespół po prostu nie miał przyzwoitego materiału muzycznego, aby drugi rok z rzędu wziąć udział w konkursie”, choć jednocześnie „według wtajemniczonych wciąż jest szansa, że muzycy znajdą przebój przed selekcją i zaprezentują go publiczności”. 2 marca 2021 ogłoszono, że reprezentant na Eurowizję 2021 zostanie wyłoniony drogą krajowych eliminacji, których finał będzie rozegrany 8 marca 2021. W programie Jewrowidenie 2021. Nacjonalnyj otbor zwyciężyła Maniża z piosenką „Russian Woman”. 18 maja wystąpiła w pierwszym półfinale Eurowizji 2021 i z trzeciego miejsca awansowała do finału, który odbył się 22 maja. Zajęła w nim dziewiąte miejsce po zdobyciu 204 punktów, w tym 100 pkt od telewidzów (8. miejsce) i 104 pkt od jurorów (8. miejsce).
25 lutego 2022 Rosja została wykluczona z konkursu z powodu „obrony wartości konkursu, który promuje międzynarodową wymianę kulturalną, jednoczy publiczność, celebruje różnorodność poprzez muzykę i jednoczy Europę na jednej scenie”. Dzień później poinformowano o wyjściu z EBU wszystkich stacji pochodzących z Rosji, co uniemożliwiło udział kraju w przyszłych konkursach, dopóki stacje dołączą do EBU ponownie. Po dyskwalifikacji według spekulacji mediów rosyjski nadawca rozważał wybranie wewnętrznie reprezentanta, a pod uwagę brano piosenkarzy takich jak: Aleksandra Panajotowa, Daniła Miłochina, Jegora Krid, Klavę Kokę i Jarosławę Simanową. 28 lutego 2022 rosyjskie media zaczęły informować że ostatecznie na reprezentantkę miała zostać wybrana Jarosława Simanowa.

## Uczestnictwo
Rosja uczestniczyła w Konkursie Piosenki Eurowizji od 1994 do 2021 roku i wzięła w nim udział 23 razy. Poniżej tabela ze nazwiskami wszystkich rosyjskich reprezentantów, tytułami konkursowych piosenek oraz wynikami w poszczególnych latach.
| Rok                                   | Artysta                | Piosenka                   | Język               | Finał            | Finał            | Półfinał                | Półfinał                |
| Rok                                   | Artysta                | Piosenka                   | Język               | Miejsce          | Punkty           | Miejsce                 | Punkty                  |
| ------------------------------------- | ---------------------- | -------------------------- | ------------------- | ---------------- | ---------------- | ----------------------- | ----------------------- |
| 1994                                  | Judif                  | „Wiecznyj strannik”        | rosyjski            | 9                | 70               | Brak rundy półfinałowej | Brak rundy półfinałowej |
| 1995                                  | Filipp Kirkorow        | „Kołybielnaja dla wułkana” | rosyjski            | 17               | 17               | Brak rundy półfinałowej | Brak rundy półfinałowej |
| 1996                                  | Andrej Kosinskij       | „Ja eto ja”                | rosyjski            | –                | –                | 26                      | 14                      |
| 1997                                  | Ałła Pugaczowa         | „Primadonna”               | rosyjski            | 15               | 33               | Brak rundy półfinałowej | Brak rundy półfinałowej |
| Brak reprezentanta w latach 1998–1999 |                        |                            |                     |                  |                  | Brak rundy półfinałowej | Brak rundy półfinałowej |
| 2000                                  | Alsou                  | „Solo”                     | angielski           | 2                | 155              | Brak rundy półfinałowej | Brak rundy półfinałowej |
| 2001                                  | Mumij Troll            | „Lady Alpine Blue”         | angielski           | 12               | 37               | Brak rundy półfinałowej | Brak rundy półfinałowej |
| 2002                                  | Priemjer-ministr       | „Northern Girl”            | angielski           | 10               | 55               | Brak rundy półfinałowej | Brak rundy półfinałowej |
| 2003                                  | t.A.T.u.               | „Nie wier´, nie bojsia”    | rosyjski            | 3                | 164              | Brak rundy półfinałowej | Brak rundy półfinałowej |
| 2004                                  | Julija Sawiczewa       | „Believe Me”               | angielski           | 11               | 67               | Top 11                  | Top 11                  |
| 2005                                  | Natalla Padolska       | „Nobody Hurt No One”       | angielski           | 15               | 57               | Top 12                  | Top 12                  |
| 2006                                  | Dima Biłan             | „Never Let You Go”         | angielski           | 2                | 248              | 3                       | 217                     |
| 2007                                  | Serebro                | „Song #1”                  | angielski           | 3                | 207              | Top 10                  | Top 10                  |
| 2008                                  | Dima Biłan             | „Believe”                  | angielski           | 1                | 272              | 3                       | 135                     |
| 2009                                  | Anastasija Prychod´ko  | „Mamo”                     | rosyjski, ukraiński | 11               | 91               | Organizator             | Organizator             |
| 2010                                  | Piotr Nalicz & Friends | „Lost and Forgotten”       | angielski           | 11               | 90               | 7                       | 74                      |
| 2011                                  | Aleksiej Worobjow      | „Get You”                  | angielski           | 16               | 77               | 9                       | 64                      |
| 2012                                  | Buranowskije Babuszki  | „Party for Everybody”      | udmurcki, angielski | 2                | 259              | 1                       | 152                     |
| 2013                                  | Dina Garipowa          | „What If”                  | angielski           | 5                | 174              | 2                       | 156                     |
| 2014                                  | Siostry Tołmaczowe     | „Shine”                    | angielski           | 7                | 89               | 6                       | 63                      |
| 2015                                  | Polina Gagarina        | „A Million Voices”         | angielski           | 2                | 303              | 1                       | 182                     |
| 2016                                  | Siergiej Łazariew      | „You Are the Only One”     | angielski           | 3                | 491              | 1                       | 342                     |
| 2017                                  | Julija Samojłowa       | „Flame Is Burning”         | angielski           | Rezygnacja       | Rezygnacja       | Rezygnacja              | Rezygnacja              |
| 2018                                  | Julija Samojłowa       | „I Won’t Break”            | angielski           | –                | –                | 15                      | 65                      |
| 2019                                  | Siergiej Łazariew      | „Scream”                   | angielski           | 3                | 370              | 6                       | 217                     |
| 2020                                  | Little Big             | „Uno”                      | angielski           | Konkurs odwołany | Konkurs odwołany | Konkurs odwołany        | Konkurs odwołany        |
| 2021                                  | Maniża                 | „Russian Woman”            | rosyjski, angielski | 9                | 204              | 3                       | 225                     |
| 2022                                  | Dyskwalifikacja        | Dyskwalifikacja            | Dyskwalifikacja     | Dyskwalifikacja  | Dyskwalifikacja  | Dyskwalifikacja         | Dyskwalifikacja         |
| Brak reprezentanta od 2023            |                        |                            |                     |                  |                  |                         |                         |

Legenda:
     1. miejsce

## Historia głosowania w finale (1994-2021)
Poniższe tabele pokazują, którym krajom Rosja przyznaje w finale najwięcej punktów oraz od których państw rosyjscy reprezentanci otrzymują najwyższe noty.
| Lp. | Kraj        | Punkty |
| --- | ----------- | ------ |
| 1   | Azerbejdżan | 124    |
| 2   | Ukraina     | 108    |
| 3   | Armenia     | 91     |
| 4   | Mołdawia    | 79     |
| 5   | Grecja      | 76     |

| Lp. | Kraj     | Punkty |
| --- | -------- | ------ |
| 1   | Estonia  | 187    |
| 2   | Łotwa    | 168    |
| 3   | Białoruś | 154    |
| 4   | Izrael   | 151    |
| 5   | Mołdawia | 141    |

## Nadawcy konkursu w Rosji
Na terenie Rosji prawo do emitowania konkursu posiada dwóch krajowych nadawców: Pierwyj kanał i RTR. Nadawca konkursu w kraju zmienia się rotacyjnie.
| Nadawca       | Lata odpowiedzialności za udział Rosji                                |
| ------------- | --------------------------------------------------------------------- |
| RTR           | 1994, 1996, 2008, 2010, 2012, 2014, 2016, 2019, 2022                  |
| Pierwyj kanał | 1995, 1997, 2000–2007, 2009, 2011, 2013, 2015, 2017, 2018, 2020, 2021 |

## Konkursy Piosenki Eurowizji zorganizowane w Rosji
Dzięki wygranej Dimy Biłana w 2008 roku, 54. Konkurs Piosenki Eurowizji został zorganizowany w Sportowym Kompleksie Olimpijskij w Moskwie. Na organizację imprezy w rosyjskiej stolicy poświęcono ok. miliarda rubli.
| Rok  | Miejsce | Areny       | Prowadzący                                                                 | Green Room        |
| ---- | ------- | ----------- | -------------------------------------------------------------------------- | ----------------- |
| 2009 | Moskwa  | Olimpijskij | Półfinały: Natalja Wodianowa i Andriej Małachow Finał: Alsou i Iwan Urgant | Dmitrij Szepielew |

## Nagrody im. Marcela Bezençona
Nagrody im. Marcela Bezençona to statuetki przyznawane najlepszym piosenkom w finale Konkursu Piosenki Eurowizji. Pomysłodawcami nagród byli Christer Björkman i Richard Herrey, statuetka nosi nazwisko twórcy konkursu – Marcela Bezençona. Przyznawane są trzy nagrody: Nagroda Dziennikarzy (zwycięzcę wybierają akredytowani dziennikarze), Nagroda Artystyczna (zwycięzcę wybierają komentatorzy konkursu) i Nagroda Kompozytorska (zwycięzcę wybierają kompozytorzy biorący udział w konkursie)
Nagroda Dziennikarzy
| Rok  | Wykonawca         | Piosenka               | Autor(zy)                                                          |
| ---- | ----------------- | ---------------------- | ------------------------------------------------------------------ |
| 2016 | Siergiej Łazariew | „You Are the Only One” | Filipp Kirkorow, Dimitris Kontopoulos, John Ballard, Ralph Charlie |